# Camp Rock 2: The Final Jam (nhạc phim)
Camp Rock 2: The Final Jam là album nhạc phim chính thức của bộ phim cùng tên trên kênh Disney Channel. Album được phát hành ngày 10 tháng 8 năm 2010. Nó đã bị rò rỉ trên mạng Internet vào ngày 2 tháng 8.

## Danh sách ca khúc
Theo Walt Disney Records, sau đây là tracklist cho soundtrack của Camp Rock 2: The Final Jam.
| STT | Nhan đề                    | Thể hiện                                          | Thời lượng |
| --- | -------------------------- | ------------------------------------------------- | ---------- |
| 1.  | "Brand New Day"            | Demi Lovato                                       | 3:21       |
| 2.  | "Fire"                     | Matthew "Mdot" Finley                             | 3:02       |
| 3.  | "Can't Back Down"          | Demi Lovato                                       | 3:20       |
| 4.  | "It's On"                  | Dàn diễn viên Camp Rock 2: The Final Jam          | 4:02       |
| 5.  | "Wouldn't Change a Thing"  | Demi Lovato, Joe Jonas                            | 3:23       |
| 6.  | "Heart and Soul"           | Jonas Brothers                                    | 2:57       |
| 7.  | "You're My Favourite Song" | Demi Lovato, Joe Jonas                            | 2:15       |
| 8.  | "Introducing Me"           | Nick Jonas                                        | 3:07       |
| 9.  | "Tear It Down"             | Matthew "Mdot" Finley, Meaghan Jette Martin       | 3:29       |
| 10. | "What We Came Here For"    | Demi Lovato, Joe Jonas, Nick Jonas, Alyson Stoner | 4:16       |
| 11. | "This Is Our Song"         | Demi Lovato, Joe Jonas, Nick Jonas, Alyson Stoner | 2:58       |
| 12. | "Different Summers"        | Demi Lovato                                       | 3:36       |
| 13. | "Walking In My Shoes"      | Matthew "Mdot" Finley, Meaghan Jette Martin       | 2:50       |
| 14. | "It's Not Too Late"        | Demi Lovato                                       | 3:33       |
| 15. | "Rock Hard or Go Home"     | Iron Weasel                                       |            |

## Phiên bản quốc tế của các bài hát
| Tên                           | Ca sĩ                             | Quốc gia     | Ngôn ngữ                   | Tên gốc                    |
| ----------------------------- | --------------------------------- | ------------ | -------------------------- | -------------------------- |
| "Eu Não Mudaria Nada Em Você" | Jullie feat. Joe Jonas            | Brasil       | Tiếng Bồ Đào Nha/Tiếng Anh | "Wouldn’t Change a Thing"  |
| "O Que Viemos Fazer"          | Moroni Cruz & Lenora Hage         | Brasil       | Tiếng Bồ Đào Nha           | "What We Came Here For"    |
| "Wouldn't Change a Thing"     | Demi Lovato feat. Stanfour        | Đức          | Tiếng Anh                  | "Wouldn’t Change a Thing"  |
| "Wouldn’t Change a Thing"     | Mia Rose feat. Joe Jonas          | Bồ Đào Nha   | Tiếng Anh                  | "Wouldn’t Change a Thing"  |
| "N'abandonne Pas"             | Léa Castel                        | Pháp         | Tiếng Pháp                 | "Can't Back Down"          |
| "Per la vita che verrà"       | Finley                            | Ý            | Tiếng Ý                    | "Wouldn’t Change a Thing"  |
| "Nie zmieniajmy nic"          | Ewa Farna feat. Kuba Molęda       | Ba Lan       | Tiếng Ba Lan               | "Wouldn’t Change a Thing"  |
| "Stejný Cíl Mám Dál"          | Ewa Farna feat. Jan Bendig        | Cộng hòa Séc | Tiếng Séc                  | "Wouldn’t Change a Thing"  |
| "Wouldn't Change a Thing"     | Brigitta Némethy feat. Ádám Dando | Hungary      | Tiếng Hungary              | "Wouldn’t Change a Thing"  |
| "Nu As Schimba Nimic"         | Miruna Oprea feat. Noni           | Rumani       | Tiếng Rumani               | "Wouldn’t Change a Thing"  |
| "Wouldn't Change a Thing"     | Sita feat. Dean                   | Hà Lan/Bỉ    | Tiếng Anh                  | "Wouldn’t Change a Thing"  |
| "Tu Eres Mi Canción"          | Lucia Gil                         | Tây Ban Nha  | Tiếng Tây Ban Nha          | "You're My Favourite Song" |
| "Nuestra Canción"             | Melocos                           | Tây Ban Nha  | Tiếng Tây Ban Nha          | "This Is Our Song"         |